# Aislados
Aislados és una pel·lícula espanyola del 2006 dirigida per David Marqués en el que va ser la seva segona pel·lícula. Fou rodada a Eivissa amb només tres actors, càmeres digitals, un equip mínim (el director David Marqués, el fotògraf Arie Van Damme i el tècnic de so Dani Navarro) i un pressupost baix. Es va estrenar en un total de 45 sales d'arreu d'Espanya, entre ells els Cines Renoir de Palma, amb un acte presidit per l'Associació de Cineastes de Balears.

## Argument
Adrià és un periodista que arriba a Eivissa per a buscar "la casa del francès", un petit refugi situat en el centre de l'illa, concretament en la població de Santa Agnès. Allí l'espera Kike per a gaudir del cap de setmana. A poc a poc, i en clau d'humor, s'anirà donant compte que aquests dies canviaran la seva vida per sempre.

## Repartiment
- Adrià Collado - Adrià
- Eric Francés - Kike
- Jean-Luc Ducasse

## Nominacions i premis
- Premi de l'Audiència al Festival de Cinema d'Ourense (OUFF)[4]
- Premi a la millor pel·lícula al Festival Internacional de Cinema Social Castilla-La Mancha.[5]
- Premi de l'Audiència al Festival de Cinema Mediterrani de Montpeller.[6]
- A més fou nominada al Premi de l'Audiència al Festival Internacional de Cinema de Karlovy Vary[7] i al Premi FIPRESCI del Festival de Cinema de Londres.[8]